# Sankt Ilgen (Gemeinde Thörl)
St. Ilgen ist eine Ortschaft bzw. Katastralgemeinde und ehemalige Gemeinde im Gerichtsbezirk Bruck an der Mur, politischer Bezirk Bruck-Mürzzuschlag in der Steiermark. Bis 31. Dezember 2014 war St. Ilgen eine selbständige Gemeinde mit 275 Einwohnern (Stand: 1. Jänner 2014). Aufgrund der Gemeindestrukturreform in der Steiermark ist St. Ilgen seit 2015 gemeinsam mit der vordem ebenfalls selbständigen Gemeinde Etmißl in die Gemeinde Thörl eingemeindet.

## Geografie

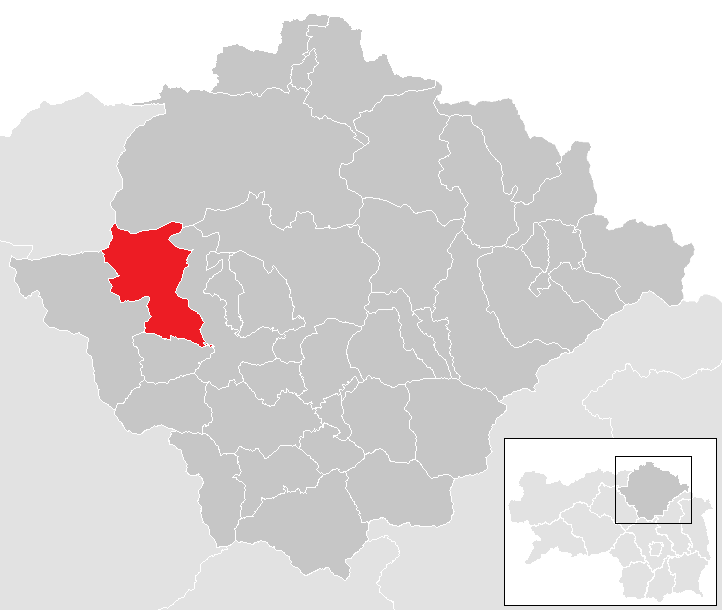
Lage der ehemaligen Gemeinde im Bezirk Bruck-Mürzzuschlag

St. Ilgen liegt nordwestlich von Kapfenberg und trägt den Namen seines Kirchenpatrons, des heiligen Ägidius. Im ehemaligen Gemeindegebiet befinden sich einige der bekanntesten Erhebungen der Hochschwabgruppe, so etwa deren Hauptgipfel und der markante Festlbeilstein.

### Gliederung
St. Ilgen besteht aus der einzigen Katastralgemeinde St. Ilgen und aus der einzigen Ortschaft Sankt Ilgen.

## Politik
Bürgermeisterin war bis 31. Dezember 2014 Margit Peßl (SPÖ).
Aufgrund der Gemeinderatswahlen 2010 setzte sich der Gemeinderat bis dahin aus sechs Mandataren der Sozialdemokratischen Partei Österreichs (SPÖ) und drei Mandataren der Österreichischen Volkspartei (ÖVP) zusammen.

### Wappen

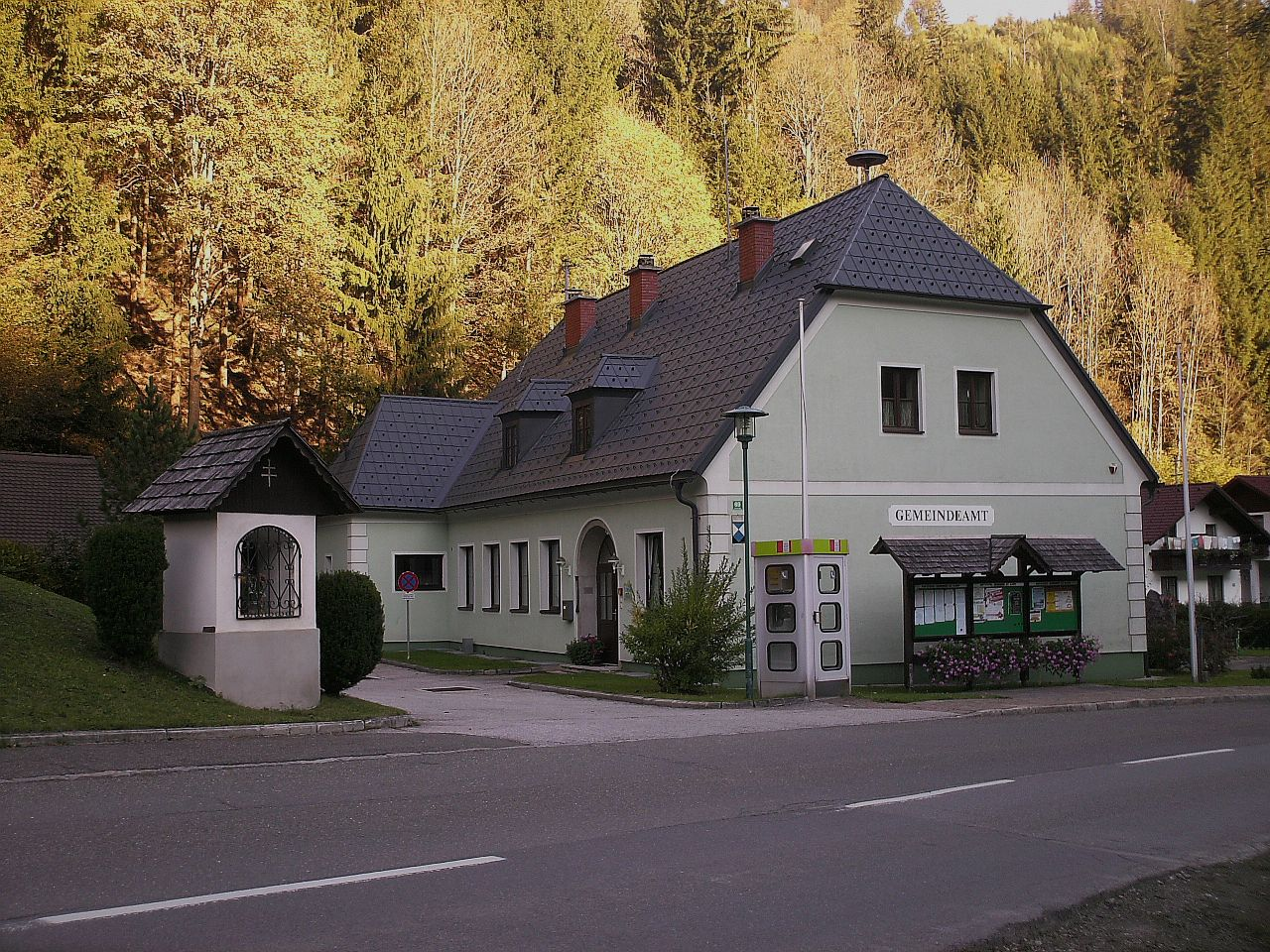
Ehemaliges Gemeindeamt Sankt Ilgen

Die Verleihung des Gemeindewappens erfolgte mit Wirkung vom 1. Juli 2003.
Blasonierung (Wappenbeschreibung):
„In blauem Schild ein goldener dreispitziger, mit der mittleren Spitze an den oberen Schildrand stoßender Berg (angenommen der Hausberg Sankt Ilgens der Hochschwab), darin in Rot eine von oben schräglinks von einem Pfeil durchbohrte steigende Hirschkuh.“

### Regionalpolitik
St. Ilgen war Mitglied in der 2. Dezember 2009 gegründeten Regionext-Kleinregion Hochschwab Süd, und in der LEADER-Region Mariazellerland–Mürztal.
Anlässlich der Gemeindestrukturreform der Steiermark war die Gemeinde zur Fusion mit Etmißl und Thörl bereit.
Thörl stand aber auch in Verhandlungen mit Bruck und Kapfenberg, eine Eingliederung in diese Städte wurde von der St.-Ilgner und Etmißler Lokalpolitik aber abgelehnt.
In Diskussion stand auch eine weitergehende Fusion mit Aflenz Kurort/Aflenz Land und vielleicht Turnau (6er-Lösung).